# Openbare ruimte

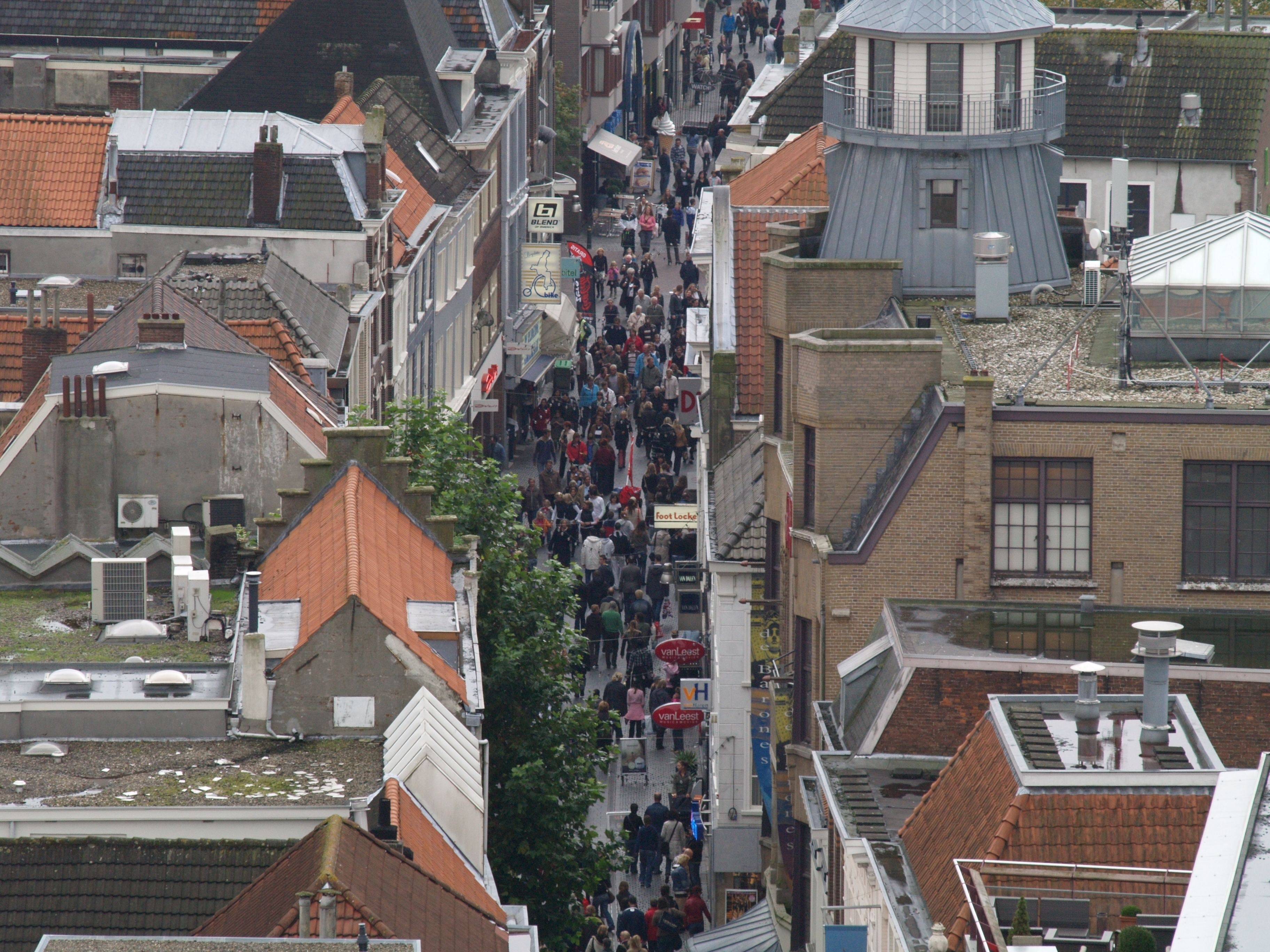
Een straat

Openbare ruimte of publieke ruimte is de ruimte of plaats die voor iedereen toegankelijk is. Het is een fysieke plaats waar een groot deel van het publieke leven zich afspeelt. De meeste openbare ruimtes bevinden zich in de open lucht, zoals pleinen, parken, groen en wegen. De openbare ruimte bevat ook vrij toegankelijke overheidsgebouwen en publieke instellingen. 
Openbare ruimte kan als volgt gedefinieerd worden: Openbare ruimte is de gemeenschappelijke fysieke ruimte die leden van een samenleving hebben, inclusief de daarop betrekking hebbende mentale en sociale ruimte. Overigens is er geen wettelijke definitie van openbare ruimte in Nederland. Ook is het niet per definitie zo dat openbare ruimte, zoals een openbare weg, in grondeigendom is van een overheid, zoals de gemeente. Wel heeft de gemeente juridische verantwoordelijkheid voor een goede en veilige ruimtelijke ordening.

## Beleid
In de meeste landen houden overheden van verschillend niveau zich bezig met de inrichting, het beheer en het gebruik van de openbare ruimte. Vooral op het gemeentelijk niveau doen zich hierover veel discussies voor tussen gebruikers, burgers en bestuurders. Regelgeving en sturing op de fysieke leefomgeving, waaronder ruimtelijke ordening, vindt echter ook op het niveau van rijk en provincie plaats. Inzichten over de betekenis en vormgeving van de openbare ruimte zijn sterk cultureel bepaald.
Behalve in het kader van de ruimtelijke ordening vindt specifiek overheidsbeleid plaats. Zo wordt bijvoorbeeld alcoholgebruik in de openbare ruimte en publieke seks doorgaans niet getolereerd. Ook wordt de openbare ruimte vaak beschermd door regels aangaande verkeer en niveaus van vervuiling met stof, geur en geluid. Specifieke regels kunnen voor bepaalde delen van de openbare ruimte van toepassing zijn. Zo gelden er andere geluidsregels in havens en industrieterreinen dan in natuurterreinen.

## Gedeelde ruimte
Sommige gemeenten experimenteren met het concept "gedeelde ruimte" (shared space). Het concept is oorspronkelijk ontwikkeld voor toepassingen in het verkeer. Het concept van de gedeelde ruimte heeft een sterke sociale dimensie; verschillende typen gebruikers van openbare ruimte worden gedwongen rekening met elkaar te houden doordat ze niet langer elk over een eigen deel van de openbare ruimte beschikken. 

#### Toegankelijkheid voor alle mensen (gendergelijkheid) en in verschillende levensfases
Uit onderzoek in de Weense wijk Mariahilf bleken de behoeften van mannen en vrouwen duidelijk te verschillen: voetgangers waren overwegend vrouw, automobilisten man. Het team van stadsplanner Eva Kail lette daarom bij de aanleg op factoren als openbaar vervoer, sociale controle, straatverlichting, zitplaatsen, trottoirs, het verwijderen van obstakels voor minder mobiele bewoners en het aanpakken van onveilige hoekjes. In België voert professor Hilde Heynen onderzoek naar gender in de architectuur.

## Beheer en zelfbeheer van de openbare ruimte
Het beheer van de openbare ruimte is vaak een taak die de maatschappij bij een overheid, zoals een gemeente, neerlegt. Het beheer van openbare ruimte kan echter ook aan anderen gelaten worden. In Nederland en Vlaanderen gaat het hierbij vaak om openbaar groen: beplanting die door de buurtbewoners onderhouden wordt. 

## Melding openbare ruimte
Een melding openbare ruimte (MOR) is een loket van de overheid waar burgers de verantwoordelijke instanties kunnen attenderen op verstoringen van de openbare orde en ongeregeldheden op de openbare weg zoals defecte straatverlichting, losliggende stoeptegels of zwerfvuil. Vaak kan men de in behandeling zijnde meldingen openbare ruimte op internet op een plattegrond zien. De meeste gemeenten maken gebruik van een app waarmee door iedere betrokkene een melding door te sturen is naar de beheerder.